# فينتشنزو جيوبيرتي
فينتشنزو جيوبيرتي (5 أبريل/ نيسان 1801 - 26 أكتوبر/ تشرين الأول 1852) فيلسوف وسياسي وناشر إيطالي.

## روابط خارجية
- فينتشنزو جيوبيرتي على موقع الموسوعة البريطانية (الإنجليزية)
- فينتشنزو جيوبيرتي على موقع إن إن دي بي (الإنجليزية)